# コンラーツロイト
コンラーツロイト (ドイツ語: Konradsreuth) はドイツ連邦共和国バイエルン州オーバーフランケン行政管区ホーフ郡の町村（以下、本項では便宜上「町」と記述する）。連邦道B2沿い、ミュンヒベルクとホーフの間に位置する。

## 地理
コンラーツロイトは、フランケンヴァルトとフィヒテル山地の間に位置し、ミュンヒベルガー片麻岩地層上にある。

### 自治体の構成
この町は、公式には36の地区 (Ort) からなる。このうち孤立農場などを除く集落を以下に列記する。
- アホルンベルク
- フェーレンロイト
- マルティンスロイト
- ノイデルフライン
- オーバープフェルト
- ロイトラス
- ジルバーバッハ
- ヴァイスレンロイト
- ヴェルバースバッハ

## 歴史

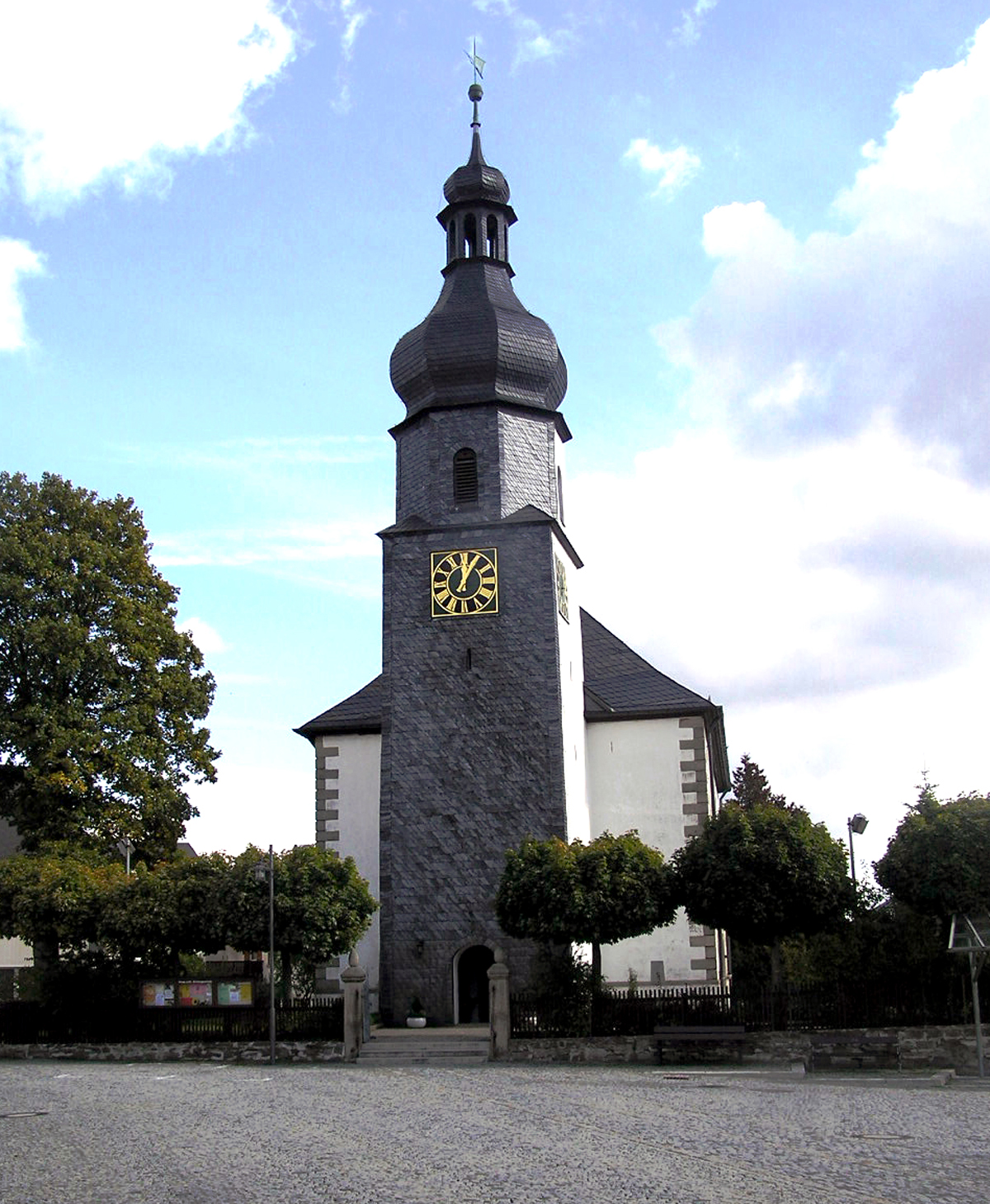
ルター派教区教会

コンラーツロイトは、1266年に初めて史料に登場する。それは、リューヒャウアー家のウルリクス・デ・コンラーツルーテの発言にある。ローベヒョウ・バイ・イェーナの出自である。リューヒャウの君主は1484年まで統治した。1441年に皇帝フリードリヒ3世はこの地に重罪裁判所を設けた。
統治者は、1484年-1495年 ゲオルク・フォン・シルンディング、1495年-1597年 ラーベンシュタイン家、1599年-1610年 ジークムント・フォン・マハヴィッツ、1610年-1629年 ハーバーラントの君主、1638年-1646年 ヤレスラフ・ホフマン・フォン・メンヒホーフェンと続く。1646年にゲオルク・ルドルフ・フォン・ライツェンシュタインが騎士領を引き継ぎ、2つの入植地域から2番目の騎士領を創設した。
シュタフ侍従家の人物がヴァイマルから嫁いできた。シュタフ家の子孫は、ライツェンシュタインと名のり、現在も城の所有者となっている。
1792年から設けられたプロイセン王国のバイロイト侯領（ライツェンシュタイン男爵との共同統治）のアムトは1807年のティルジットの和約によりフランスの管理下におかれ、1810年にバイエルン王国領になった。バイロイト王国の行政改革時代の1818年の自治体令により今日の自治体となった。

### 人口
この自治体の地域は、1970年 3,759人、1987年 3,439人、2000年 3,627人であった。

## 行政

### 紋章
下部は銀地の中央に青の縦帯（リューヒャウの領主家）、赤地に銀の斜め帯（ライツェンシュタインの領主家）の上を、銀色の糸巻きがついた金色の杼が覆っている。

## 引用
1. ↑  https://www.statistikdaten.bayern.de/genesis/online?operation=result&code=12411-003r&leerzeilen=false&language=de Genesis-Online-Datenbank des Bayerischen Landesamtes für Statistik Tabelle 12411-003r Fortschreibung des Bevölkerungsstandes: Gemeinden, Stichtag (Einwohnerzahlen auf Grundlage des Zensus 2011)
2. ↑  Bayerische Landesbibliothek Online